# 扎博伊基
49°31′49″N 25°27′14″E / 49.53028°N 25.45389°E
扎博伊基（烏克蘭語：Забойки），是烏克蘭的村落，位於該國西部捷爾諾波爾州，由捷爾諾波爾區負責管轄，始建於1754年，面積1.88平方公里，海拔高度320米，2023年人口825。
1. ↑  rada.info